# Хуготон
Хуготон (енгл. Hugoton) град је у америчкој савезној држави Канзас.

## Демографија
По попису из 2010. године број становника је 3.904, што је 196 (5,3%) становника више него 2000. године.
| Група             | 2000.         | 2010.         |
| Белци             | 2.750 (74,2%) | 2.415 (61,9%) |
| Афроамериканци    | 40 (1,1%)     | 10 (0,3%)     |
| Азијати           | 12 (0,3%)     | 9 (0,2%)      |
| Хиспаноамериканци | 850 (22,9%)   | 1.423 (36,4%) |
| Укупно            | 3.708         | 3.904         |